# Frères Samuda
Frères Samuda est une société d'ingénierie et de construction navale à Cubitt Town (en) sur l'Île aux Chiens à Londres, fondée par Jacob et Joseph d'Aguilar Samuda. Le site est maintenant occupé par Samuda Estate (en).

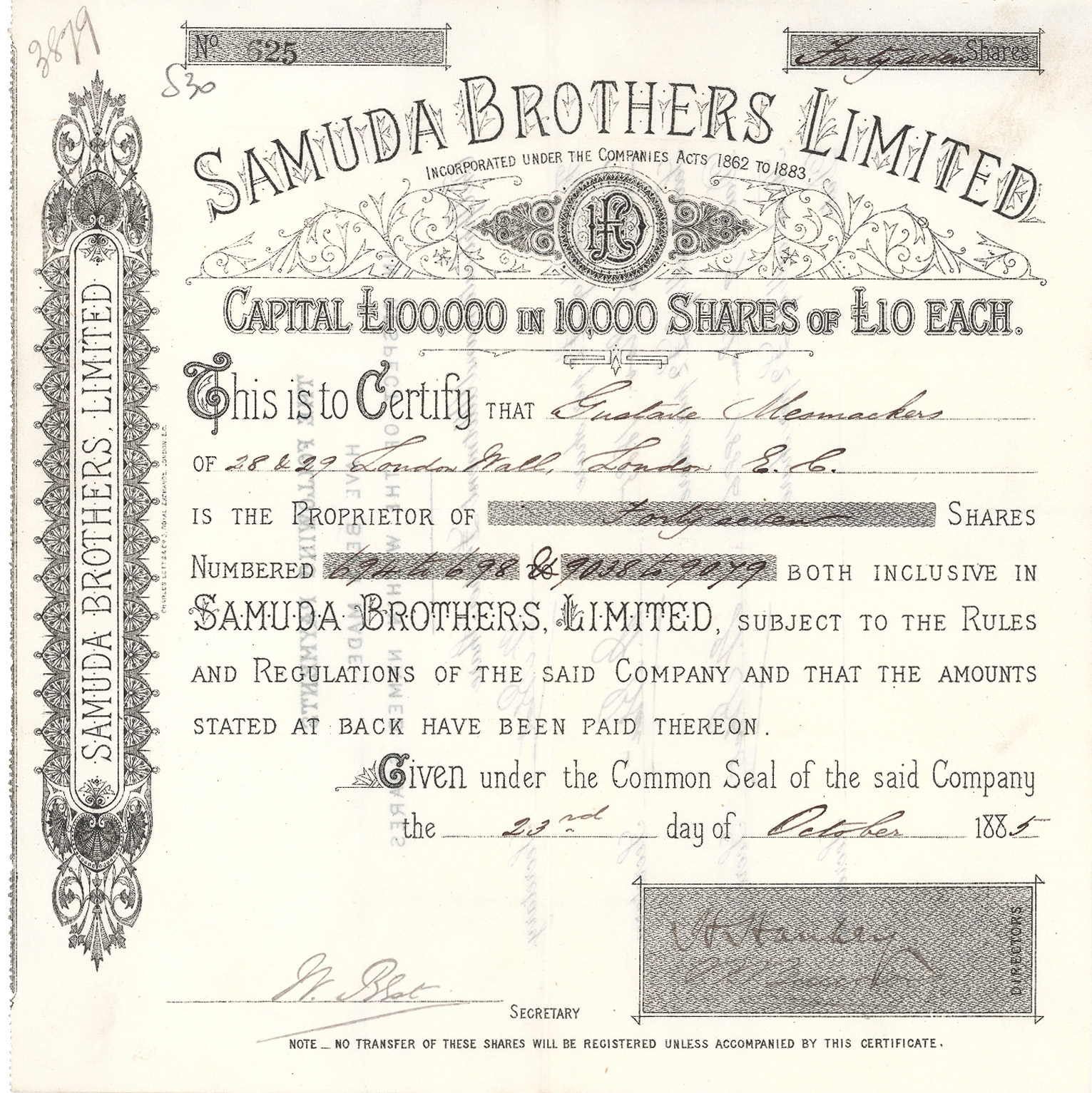
Action de Frères Samuda Ltd., émise le 23 octobre 1885

## Histoire
Les frères Samuda loue d'abord un local sur la péninsule de Goodluck Hope, Leamouth (en), Londres en 1843, à l'embouchure de Bow Creek (en). Cependant, la catastrophe frappe l'un de leurs premiers navires, le Gipsy Queen, qui explose lors de son voyage d'essai en novembre 1844. Jacob est tué avec neuf des employés de l'entreprise. Il y a une autre explosion à leur chantier naval en 1845 et trois autres ouvriers sont tués.
L'entreprise déménage à Cubitt Town en 1852, après avoir été à l'étroit dans un site qui est encerclé par d'autres locaux industriels. À cette époque, l'entreprise est dirigée par Joseph, Jacob ayant été tué lors de l'essai du Gipsy Queen. Le chantier de Cubitt Town se spécialise dans la construction de navires de guerre et de bateaux à vapeur en fer et en acier. En 1863, sa production est deux fois supérieure à celle des autres chantiers navals londoniens réunis.
Samuda fabrique des composants pour le Waterloo and Whitehall Railway (en), un système ferroviaire atmosphérique. Le projet est abandonné en raison de la crise financière de 1866 (en). Les commandes en provenance des états allemands, de Russie et du Japon permettent à l'entreprise de survivre à la crise qui a touché de nombreux autres chantiers londoniens.

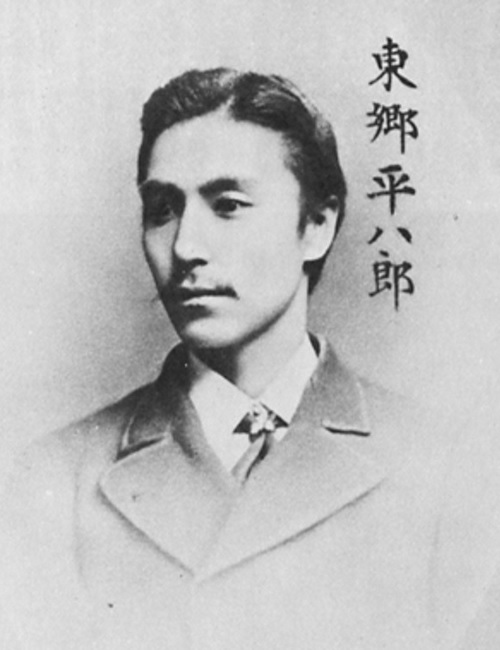
Togo lors de son expérience de travail avec Samuda en 1877

En 1877, Tōgō Heihachirō, plus tard un éminent amiral japonais, vient travailler chez les frères Samuda après avoir terminé sa formation à l'école navale préparatoire de Portsmouth et au collège royal naval de Greenwich (en). Il supervise la construction du Fusō (en) avant de retourner au Japon. Il mène la marine impériale japonaise à la victoire dans la guerre russo-japonaise, faisant du Japon une grande puissance.
Après la mort de Joseph en 1885, des tentatives sont faites pour vendre l'entreprise. Ces tentatives échouent, ce qui entraîne la fermeture de l'entreprise dans les années 1890, laissant Yarrows and Thames Ironworks comme les derniers constructeurs navals importants de Londres.

## Navires construits par les frères Samuda
- SS Carnatic (en), P&O, 1862
- HMS Tamar (en), Marine royale, 1863
- BAP Independance, Marine péruvienne, 1864
- El Mahroussa, Khédive d'Égypte, 1865
- Bordein, Khédive d'Égypte, vapeur du Nil vers 1865
- SMS Kronprinz, Marine prussienne, 1867[6]
- Muin-i Zafer (en), Marine ottomane, 1869
- SMS Deutschland, Marine allemande 1875
- Fusō (en), Marine impériale japonaise, 1877
- HMS Belleisle, Royal Navy 1876 (à l'origine Peyk-i Şeref pour l'Empire ottoman)
- HMS Orion, Royal Navy 1879 (à l'origine Büruç-u Zafer pour la marine turque)
- ARA Almirante Brown (en), Marine argentine, 1880[7]
- Riachuelo (en), Marine brésilienne, 1883 [8]
- HMS Sappho (en), Marine royale, 1891
- PS Myleta (1891), un bateau à aubes avec un moteur oscillant simple à deux cylindres. Construit pour le chemin de fer du sud-est et mis au rebut en 1909